# Coupe des champions de la CONCACAF 1974
Navigation
Édition précédente Édition suivante
La Coupe des champions de la CONCACAF 1974 était la dixième édition de cette compétition.
Elle a été remportée par le CSD Municipal face au SV Transvaal sur le score cumulé de 4 buts à 2.

## Participants
Un total de 17 équipes provenant d'un maximum de 9 nations pouvaient participer au tournoi. Elles appartenaient aux zones Amérique du Nord, Amérique Centrale et Caraïbes de la CONCACAF.
Le tableau des clubs qualifiés était le suivant :
| Nation                  | Club                           | Raison de qualification                      |
| Zone Amérique du Nord   |                                |                                              |
| Tours d'entrée inconnus |                                |                                              |
| États-Unis              | Maccabi Los Angeles (en)       | Vainqueur de la National Challenge Cup 1973. |
| Bermudes                | Devonshire Colts               | Champion des Bermudes 1972-1973              |
| Bermudes                | North Village Community Club   | Vice-champion des Bermudes 1972-1973         |
| Zone Amérique Centrale  |                                |                                              |
| Deuxième Tour           |                                |                                              |
| Honduras                | CD Motagua                     | Champion du Honduras 1973.                   |
| Honduras                | CD Marathón                    | Second du championnat du Honduras 1973.      |
| Costa Rica              | CS Cartagines                  | Second du championnat du Costa Rica 1972-73. |
| Guatemala               | CSD Municipal                  | Champion du Guatemala 1973.                  |
| Salvador                | Alianza FC                     | Second du championnat du Salvador 1973.      |
| Nicaragua               | Universidad Centroamericana FC | Second du championnat du Nicaragua 1973.     |
| Premier Tour            |                                |                                              |
| Costa Rica              | Deportivo Saprissa             | Champion du Costa Rica 1972-73.              |
| Guatemala               | Aurora FC                      | Second du championnat du Guatemala 1973.     |
| Salvador                | Negocios Internacional         | Champion du Salvador 1973.                   |
| Nicaragua               | Deportivo Santa Cecilia (en)   | Champion du Nicaragua 1973.                  |
| Zone Caraïbes           |                                |                                              |
| Premier Tour            |                                |                                              |
| Suriname                | SV Transvaal                   | Champion du Suriname 1973.                   |
| Suriname                | SV Robinhood                   | Second du championnat du Suriname 1973.      |
| Antilles néerlandaises  | CRKSV Jong Colombia            | Champion des Antilles néerlandaises 1974     |
| Antilles néerlandaises  | Real Rincon                    | Champion des Antilles néerlandaises 1974     |

## Calendrier
| Tour                          | Nom                    | Date aller        | Date retour       | Équipes participantes | Équipes restantes |
| Phase de qualification (1974) |                        |                   |                   |                       |                   |
| 1                             | Phase de qualification | 5 mai - 6 octobre | 5 mai - 6 octobre | 17                    | 17 à 2            |
| Phase finale (1974)           |                        |                   |                   |                       |                   |
| 1                             | Finale                 | 24 octobre        | 27 octobre        | 2                     | 2 à 1             |

## Compétition

### Phase de qualification

#### ZoneAmérique du Nord
À la suite de nombreux problèmes d'organisation, la totalité des équipes ont déclarée forfait, il n'y avait donc aucun club de l'Amérique du Nord représenté lors de la phase finale.

#### ZoneAmérique Centrale

##### Premier tour
| Date        | Pays | Club                         | Aller | Retour | Club                   | Pays | Commentaire    |
| 12 / 19 mai |      | Deportivo Saprissa           | 2-1   | 1-2    | Aurora FC              |      | Tirage au sort |
| 19 / 26 mai |      | Deportivo Santa Cecilia (en) | 4-1   | 0-4    | Negocios Internacional |      |                |

##### Deuxième tour
| Date         | Pays | Club        | Aller | Retour  | Club                           | Pays | Commentaire |
| 5 mai        |      | Alianza FC  | 5-0   | Forfait | Universidad Centroamericana FC |      |             |
| 5 / 19 mai   |      | CD Motagua  | 1-0   | 2-0     | CS Cartagines                  |      |             |
| 19 / 26 mai  |      | CD Marathón | 0-1   | 0-3     | CSD Municipal                  |      |             |
| 21 / 28 juin |      | Aurora FC   | 3-1   | 2-2     | Negocios Internacional         |      |             |

##### Troisième tour
| Date              | Pays | Club       | Aller | Retour | Club          | Pays | Commentaire |
| 21 / 28 juin      |      | CD Motagua | 0-0   | 0-4    | CSD Municipal |      |             |
| 21 août / 1 sept. |      | Aurora FC  | 2-3   | 0-1    | Alianza FC    |      |             |

##### Quatrième tour
| Date              | Pays | Club       | Aller | Retour | Club          | Pays | Commentaire |
| 29 sept. / 6 oct. |      | Alianza FC | 0-1   | 0-2    | CSD Municipal |      |             |

#### ZoneCaraïbes

##### Premier tour
| Date        | Pays | Club                | Aller | Retour | Club         | Pays | Commentaire              |
| 10 / 26 mai |      | CRKSV Jong Colombia | 2-2   | 1-0    | SV Robinhood |      |                          |
| 19 / 22 mai |      | SV Transvaal        | 6-1   | 6-0    | Real Rincon  |      | Matchs joués au Suriname |

##### Deuxième tour
| Date                | Pays | Club                | Aller | Retour | Club         | Pays | Commentaire |
| 12 juillet / 4 août |      | CRKSV Jong Colombia | 1-2   | 2-3    | SV Transvaal |      |             |

### Phase Finale

#### Finale
| Match aller     | CSD Municipal    | 2:1 | SV Transvaal   | Stade Mateo Flores Guatemala City, Guatemala |  |
| 24 octobre 1974 | Buteurs inconnus |     | Buteur inconnu |                                              |  |

| Match retour    | SV Transvaal   | 1:2 | CSD Municipal    | Stade Mateo Flores Guatemala City, Guatemala |  |
| 27 octobre 1974 | Buteur inconnu |     | Buteurs inconnus |                                              |  |

| Champion de la CONCACAF 1974 |
| ---------------------------- |
| Drapeau du Guatemala         |
| CSD Municipal Premier Titre  |